# Восток (ракета)
Вижте пояснителната страница за други значения на Восток.
Восток (на български език Изток) е съветска ракета носител производна на Р-7, конструирана за пилотирани космически полети, но по-късно използвана за извеждане на изкуствени спътници в орбита. Ракетата е тристепенна.
Основните версии на ракетата са следните:
- 8К72 (Л) – използвана за извеждане на сондите от програма Луна и прототип на космически кораб Восток.
- 8К72К (К) – тази версия е използвана при пилотирани полети.
- 8А92 (2) – използвана е за извеждане на разузнавателни спътници Зенит.
- 8А92М (2М) – използвана за извеждане на метеорологични спътници Метеор.

На 18 март 1980 г. ракета Восток-2М експлодира на ракетна площадка в космодрума Плесецк и убива 48 души. При разследване на подобен, но избегнат инцидент се открива, че спойка между оловото и калая във водородно пероксидните филтри е причинило аварията и в резултат ракетата е експлодирала.

## Изстрелвания
|                    | Восток-Л    | Восток-К    | Восток-2    | Восток-2М      |
| ------------------ | ----------- | ----------- | ----------- | -------------- |
| Степени            | 2++++       | 2++++       | 2++++       | 2++++          |
| Полети             | 11          | 16          | 45          | 94             |
| Успешни            | 4           | 13          | 38          | 91             |
| Неуспешни          | 6           | 3           | 5           | 3              |
| Частично неуспешни | 1           |             | 2           |                |
| Надеждност         | 36,36%      | 81,25%      | 84,44%      | 96,81%         |
| Първи полет        | 19 юли 1958 | 28 юли 1960 | 1 юни 1962  | 28 август 1964 |
| Последен полет     | 15 май 1960 | 10 юли 1964 | 12 май 1967 | 29 август 1991 |
| Статут             | Неактивна   | Неактивна   | Неактивна   | Неактивна      |